# Нестроев, Григорий Абрамович
Григорий Абрамович Нестроев (настоящие имя и фамилия — Гирш Цыпин) (1877, Полтава — 11 сентября 1941, Орёл) — революционер, политический деятель. Идеолог русского революционного социалистического движения эсеров-максималистов.

## Биография
Родился в еврейской семье. Обучался в Харьковском университете. Со студенческих лет включился в революционное движение. Преследовался царскими властями. Впервые арестован в начале 1902 года. Член Союза социалистов-революционеров-максималистов с 1906 года. Был в эмиграции в Швейцарии, Франции. Был теоретиком Союза эсеров-максималистов, с 1917 года — член его Центрального совета. 
После Октябрьской революции — сотрудник наркомата внутренней торговли.
Автор программной брошюры «Максимализм и большевизм» (1919).
В 1924 году был арестован и приговорён к трём годам заключения в Соловецком лагере особого назначения. С 1924 года — в тюрьмах и ссылке.
В январе 1938 года осуждён по ст.58-8/11 к 10 годам тюремного заключения. Приговор отбывал в Орловской тюрьме.
В 1941 г.приговор пересмотрен по 58-10 ч.2 (антисоветская агитация, распространение клеветнических измышлений о мероприятиях ВКП(б) и советского правительства)
Расстрелян в 1941 году под Орлом.

## Избранные сочинения
- Из дневника максималиста. (Париж, 1910) Архивная копия от 18 февраля 2020 на Wayback Machine
- Максимализм и большевизм (Москва 1919)